# Hartwick
Hartwick és una població dels Estats Units a l'estat d'Iowa. Segons el cens del 2000, tenia 83 habitants.

## Demografia
Segons el cens del 2000, Hartwick tenia 83 habitants, 36 habitatges i 24 famílies. La densitat de població era de 246,5 habitants/km².
Dels 36 habitatges en un 27,8% vivien nens de menys de 18 anys, en un 66,7% vivien parelles casades; en un 2,8%, dones solteres; i en un 30,6% no eren unitats familiars. En el 27,8% dels habitatges vivien persones soles el 19,4% de les quals corresponia a persones de 65 anys o més que vivien soles. El nombre mitjà de persones que vivien en cada habitatge era de 2,31 i el nombre mitjà de persones que vivien en cada família era de 2,84.
Per edats la població es repartia de la següent manera: un 20,5% tenia menys de 18 anys; un 7,2%, entre 18 i 24; un 26,5%, entre 25 i 44; un 26,5%, de 45 a 60; i un 19,3%, 65 anys o més.
L'edat mediana era de 40 anys. Per cada 100 dones de 18 o més anys hi havia 83,3 homes.
La renda mediana per habitatge era de 36.250 $ i la renda mediana per família, de 43.750 $. Els homes tenien una renda mediana de 33.750 $ mentre que les dones, de 21.875 $. La renda per capita de la població era de 18.830 $. Cap de les famílies i el 2,7% de la població estaven per davall del llindar de pobresa.

## Poblacions més properes
El següent diagrama mostra les poblacions més properes.